# Camp de Belchite
El Camp de Belchite és una de les comarques de l'Aragó. El 14 de juny del 2025 uns aiguats provocaren múltiples danys a vivendes i infrastructures degut al desbordament del Cámaras, especialment a les localitats d'Azuara i Letux.

## Llista de municipis
Almochuel, Almonecir de la Cuba, Azuara, Belchite, Codo, Fuendetodos, Lagata, Lécera, Letux, Moneva, Moyuela, Plenas, Puebla de Albortón, Samper del Salz i Valmadrid.
1. ↑  Torres, V. «Rescatadas 19 personas por las fuertes tormentas en las localidades zaragozanas de Azuara y Letux» (en castellà), 14-06-2025. [Consulta: 16 juny 2025].